# MBC 100분 토론
《MBC 100분 토론》은 매주 화요일 밤 11시 20분에 방송되는 토론 프로그램이다.

## 기획 의도
대담한 주제 선정과 고정관념을 깨뜨리는 토론을 지향하는 토론 프로그램이다.

## 방송 시간
| 방송 채널 | 방송 기간                           | 방송 시간                            |
| --------- | ----------------------------------- | ------------------------------------ |
| MBC TV    | 1999년 10월 21일 ~ 2000년 5월 11일  | 매주 목요일 밤 11시 ~ 12시 40분      |
| MBC TV    | 2002년 4월 4일 ~ 2005년 10월 13일   | 매주 목요일 밤 11시 ~ 12시 40분      |
| MBC TV    | 2007년 9월 6일 ~ 2008년 5월 22일    | 매주 목요일 밤 11시 ~ 12시 40분      |
| MBC TV    | 2000년 5월 18일 ~ 2001년 4월 26일   | 매주 목요일 밤 10시 55분 ~ 12시 35분 |
| MBC TV    | 2001년 5월 3일 ~ 2001년 11월 1일    | 매주 목요일 밤 11시 5분 ~ 12시 45분  |
| MBC TV    | 2001년 11월 9일 ~ 2002년 3월 29일   | 매주 금요일 밤 11시 35분~1시 5분     |
| MBC TV    | 2005년 10월 20일 ~ 2007년 8월 16일  | 매주 목요일 밤 12시 ~ 1시 40분       |
| MBC TV    | 2008년 5월 29일 ~ 2008년 7월 31일   | 매주 목요일 밤 12시 10분 ~ 1시 50분  |
| MBC TV    | 2008년 8월 28일 ~ 2011년 11월 17일  | 매주 목요일 밤 12시 10분 ~ 1시 50분  |
| MBC TV    | 2011년 11월 29일 ~ 2012년 1월 31일  | 매주 화요일 밤 12시 15분 ~ 1시 40분  |
| MBC TV    | 2013년 1월 8일 ~ 2017년 3월 21일    | 매주 화요일 밤 12시 15분 ~ 1시 40분  |
| MBC TV    | 2017년 5월 16일 ~ 2017년 9월 19일   | 매주 화요일 밤 12시 15분 ~ 1시 40분  |
| MBC TV    | 2018년 4월 10일                     | 화요일 밤 12시 20분 ~ 2시            |
| MBC TV    | 2018년 4월 17일                     | 화요일 밤 12시 20분 ~ 1시 45분       |
| MBC TV    | 2018년 11월 6일                     | 화요일 밤 12시 20분 ~ 1시 45분       |
| MBC TV    | 2018년 4월 24일                     | 화요일 밤 12시 20분 ~ 1시 40분       |
| MBC TV    | 2012년 2월 7일 ~ 2012년 11월 27일   | 매주 화요일 밤 11시 5분 ~ 12시 40분  |
| MBC TV    | 2017년 3월 30일 ~ 2017년 5월 11일   | 매주 목요일 밤 11시 10분 ~ 12시 35분 |
| MBC TV    | 2018년 5월 1일 ~ 2018년 8월 14일    | 매주 화요일 밤 12시 5분 ~ 1시 30분   |
| MBC TV    | 2018년 9월 4일 ~ 2018년 10월 23일   | 매주 화요일 밤 12시 5분 ~ 1시 30분   |
| MBC TV    | 2018년 11월 13일 ~ 2018년 11월 20일 | 매주 화요일 밤 12시 5분 ~ 1시 30분   |
| MBC TV    | 2018년 12월 4일 ~ 2018년 12월 11일  | 매주 화요일 밤 12시 5분 ~ 1시 30분   |
| MBC TV    | 2019년 1월 8일 ~ 2019년 5월 28일    | 매주 화요일 밤 12시 5분 ~ 1시 30분   |
| MBC TV    | 2019년 11월 5일 ~ 2020년 1월 21일   | 매주 화요일 밤 12시 5분 ~ 1시 30분   |
| MBC TV    | 2018년 8월 28일                     | 화요일 밤 11시 10분~12시 30분        |
| MBC TV    | 2018년 11월 27일                    | 매주 화요일 밤 12시 ~ 1시 25분       |
| MBC TV    | 2019년 6월 11일 ~ 2019년 10월 15일  | 매주 화요일 밤 12시 ~ 1시 25분       |
| MBC TV    | 2019년 10월 29일                    | 매주 화요일 밤 12시 ~ 1시 25분       |
| MBC TV    | 2018년 12월 18일                    | 화요일 밤 12시 5분 ~ 1시 40분        |
| MBC TV    | 2019년 10월 22일                    | 화요일 밤 8시 55분 ~ 11시            |
| MBC TV    | 2020년 2월 6일 ~ 2020년 6월 11일    | 매주 목요일 밤 11시 5분 ~ 12시 30분  |
| MBC TV    | 2020년 6월 25일                     | 목요일 밤 11시~12시 25분             |
| MBC TV    | 2020년 7월 2일~2020년 8월 27일      | 매주 목요일 밤 10시 50분~12시 30분   |
| MBC TV    | 2020년 9월 10일                     | 목요일 밤 11시 50분~1시 30분         |
| MBC TV    | 2020년 9월 15일~2021년 2월 2일      | 매주 화요일 밤 11시 30분~12시 55분   |
| MBC TV    | 2021년 6월 22일~2021년 11월 30일    | 매주 화요일 밤 11시 30분~12시 55분   |
| MBC TV    | 2021년 12월 14일~2021년 12월 21일   | 매주 화요일 밤 11시 30분~12시 55분   |
| MBC TV    | 2021년 2월 9일                      | 화요일 밤 11시 55분~1시 20분         |
| MBC TV    | 2021년 3월 2일~2021년 3월 9일       | 화요일 밤 11시 45분~1시 40분         |
| MBC TV    | 2021년 3월 16일~2021년 6월 15일     | 매주 화요일 밤 11시 35분~1시         |
| MBC TV    | 2021년 12월 7일                     | 화요일 밤 11시~12시 25분             |
| MBC TV    | 2022년 1월 6일~2022년 4월 7일       | 매주 목요일 밤 9시~10시 30분         |
| MBC TV    | 2022년 4월 14일~2022년 5월 19일     | 매주 목요일 밤 10시~11시 30분        |
| MBC TV    | 2022년 5월 31일                     | 화요일 밤 10시 35분~12시 5분         |
| MBC TV    | 2022년 6월 14일 ~ 2023년 6월 20일   | 매주 화요일 밤 11시 30분~12시 55분   |
| MBC TV    | 2023년 7월 4일~2023년 11월 28일     | 매주 화요일 밤 11시 20분~12시 45분   |
| MBC TV    | 2023년 12월 5일~2024년 2월 20일     | 매주 화요일 밤 11시 30분~12시 55분   |
| MBC TV    | 2024년 2월 27일~2024년 5월 14일     | 매주 화요일 밤 10시~11시 30분        |
| MBC TV    | 2024년 5월 21일~2024년 7월 23일     | 매주 화요일 밤 11시 30분~12시 50분   |
| MBC TV    | 2024년 8월 13일~2025년 2월 11일     | 매주 화요일 밤 11시 20분~12시 45분   |
| MBC TV    | 2025년 2월 19일~2025년 2월 26일     | 매주 수요일 밤 9시~10시 30분         |
| MBC TV    | 2025년 3월 4일~2025년 4월 15일      | 매주 화요일 밤 11시 20분~12시 50분   |
| MBC TV    | 2025년 4월 22일~2025년 6월 24일     | 매주 화요일 밤 9시~10시 20분         |
| MBC TV    | 2025년 7월 1일~현재                 | 매주 화요일 밤 11시 20분~12시 45분   |

## 진행자
| 대수 | 진행자 | 진행 기간                        |
| ---- | ------ | -------------------------------- |
| 1대  | 정운영 | 1999년 10월 21일~2000년 6월 30일 |
| 2대  | 유시민 | 2000년 7월 1일~2002년 1월 11일   |
| 3대  | 손석희 | 2002년 1월 14일~2009년 11월 30일 |
| 4대  | 권재홍 | 2009년 12월 1일~2010년 5월 13일  |
| 5대  | 박광온 | 2010년 5월 17일~2011년 5월 26일  |
| 6대  | 황헌   | 2011년 5월 30일~2012년 2월 26일  |
| 7대  | 신동호 | 2012년 2월 28일~2013년 8월 18일  |
| 8대  | 정관용 | 2013년 8월 20일~2014년 5월 11일  |
| 9대  | 박경미 | 2014년 5월 13일~2014년 8월 31일  |
| 10대 | 정연국 | 2014년 9월 1일~2015년 11월 8일   |
| 11대 | 박용찬 | 2015년 11월 10일~2017년 9월 24일 |
| 12대 | 윤도한 | 2018년 4월 10일~2018년 5월 31일  |
| 13대 | 김지윤 | 2018년 7월 24일~2020년 1월 23일  |
| 14대 | 박경추 | 2020년 2월 6일~2020년 7월 31일   |
| 15대 | 정준희 | 2020년 8월 27일~2024년 10월 31일 |
| 16대 | 성장경 | 2024년 11월 11일~                |

## 시간 기록
MBC 100분 토론은 보통 새벽 2시에 끝나나 때때로 유동적이기 때문에 100분이 넘어가는 경우도 있으며, 역대 시간 기록은 다음과 같다.
- 2002년 3월 8일 (금): 2시간 30분 기록 (21:55~00:25)
  - 주제: 특집 - 7인후보 합동대토론 <민주당>
  - 회차: 107회
- 2003년 5월 8일 (목): 6시간 17분 기록 (23:15~05:12)
  - 주제: 정치 개혁 대토론-'한국 정치의 새로운 비전을 열자'
  - 회차: 153회
- 2003년 6월 5일 (목): 4시간 51분 기록
  - 주제: 끝장토론 Ⅱ- NEIS와 교육계 갈등, 해법은 없나
  - 회차: 157회
- 2003년 11월 20일 (목): 3시간 23분 기록
  - 주제: <특별 생방송 ‘정치를 바꿉시다’> - 정치개혁 국민의 힘으로 (1부), 정치개혁 이렇게 하자 (2부)
  - 회차: 179회
- 2008년 5월 8일 (목): 3시간 30분 기록 (23:15~02:25)
  - 주제: 미국산 쇠고기, 안전한가
  - 회차: 372회
- 2009년 5월 14일 (목): 3시간 17분 기록 (00:10~03:27)
  - 주제: 연속 기획 "한국사회 진단과 미래논쟁 Ⅲ"-보수·진보, 갈등을 넘어 상생으로
  - 회차: 419회
- 2019년 10월 22일 (화): 2시간 5분 기록 (20:55~23:00)
  - 주제: 20주년 특집 유시민, 홍준표
  - 회차: 847회
- 2022년 1월 13일 (목): 2시간 기록 (21:00~23:00)
  - 주제: 선택 2022 특집 - 여VS야, 청년층을 잡기 위한 정공(정책·공약)은 (1부), 판 읽는 선수들 (2부)
  - 회차: 945회
- 2022년 1월 20일 (목): 2시간 기록 (21:00~23:00)
  - 주제: 선택 2022 특집 위기의 진보정치, 심상정에게 묻는다 - 위기의 진보정치, 심상정에게 묻는다 (1부), 박영선 VS 원희룡, 여야 후보의 경제 정책과 공약은? (2부)
  - 회차: 946회
- 2022년 1월 27일 (목): 2시간 기록 (21:00~23:00)
  - 주제: 선택 2022 특집 대선 D-40, 민심은 어디로? - 대선의 분수령이 될 설 연휴, 민심은 어디로? (1부), 양자 TV 토론, 그 전망은? (2부)
  - 회차: 947회

## 결방 사유 및 편성 변경
1999년
- 12월 2일: 창사특집 《베스트 TV MBC가 좋다》 편성으로 인한 결방
- 12월 23일: 밀레니엄 특집 《그 순간의 감동이》 편성으로 인한 결방
- 12월 30일: 《99 MBC 연기대상》 시상식 편성으로 인한 결방

2000년
- 2월 3일: 설날특선영화 《투캅스 3》 편성으로 인한 결방
- 4월 13일: 《선택 2000》 제16대 총선 개표방송으로 인한 결방
- 6월 29일: 특집 다큐멘터리 《베트남 전쟁》 편성으로 인한 결방
- 8월 17일: 이산가족상봉 특집쇼 《노래는 하나되어》 편성으로 인한 결방
- 9월 14일~9월 28일: 2000 시드니 올림픽 중계 방송으로 인한 결방
- 10월 26일: 2000년 AFC 아시안컵 《대한민국 VS 사우디아라비아》 중계 방송으로 인한 결방
- 11월 23일: 특선대작 시리즈 《007 살인면허》 편성으로 인한 결방

2001년
- 1월 25일: 설날특선대작 《007 네버 다이》 편성으로 인한 결방
- 5월 31일: 창사 40주년 특별기획 《월드컵 앞으로 365일》 편성으로 인한 결방
- 8월 16일: 창사 40주년 8.15 특별기획 《재외동포 600만 꿈을 찾아서》 편성으로 인한 결방
- 10월 4일: 특선영화 《스피시즈 2》 편성으로 인한 결방
- 12월 28일: 창사 40주년 특별기획 《떠오르는 신 중국》 편성으로 인한 결방

2002년
- 2월 15일: 특집 콘서트 《브리트니 스피어스》 편성으로 인한 결방
- 3월 29일: 한중수교 10주년 특별기획 《중국 탐구 - 3부》 편성으로 인한 결방
- 5월 16일: 월드컵 대표팀 평가전 《대한민국 VS 스코틀랜드》 중계 방송으로 인한 결방
- 5월 30일: 2002 FIFA 월드컵 문화 큰잔치 경축 전야제 편성으로 인한 결방
- 6월 6일~6월 13일: 2002 한·일 월드컵 중계 방송으로 인한 결방
- 6월 27일: 미니시리즈 《로망스》 2회 연속 편성으로 인한 결방
- 8월 15일: 특집다큐 《동티모르, 500년 만의 홀로서기 편성으로 인한 결방
- 10월 10일: 2002 부산 아시안 게임 축구 준결승 《대한민국 VS 이란》 중계 방송으로 인한 결방
- 12월 12일: 제16대 대통령후보 초청 합동토론회 편성으로 인한 결방
- 12월 19일: 《선택 2002》 제16대 대통령선거 개표방송으로 인한 결방

2003년
- 1월 2일: 신년특별기획 《KOREA》 편성으로 인한 결방
- 1월 30일: 설날특집 다큐멘터리 《쌀의 전쟁》 편성으로 인한 결방
- 2월 20일: 긴급진단 《대구지하철 참사》 편성으로 인한 결방
- 4월 10일: 2003 MBC 특별기획 《빈 필하모닉 오케스트라 평화기원 콘서트》 편성으로 인한 결방
- 9월 11일: 추석특선영화 《울랄라 씨스터즈》 편성으로 인한 결방
- 12월 25일: 성탄특선영화 《닥터 두리틀》 편성으로 인한 결방

2004년
- 1월 1일: 수목미니시리즈 《천생연분》 2회 연속 편성으로 인한 결방
- 1월 20일: 설날특선대작 《연예소설》 편성으로 인한 결방
- 4월 8일: 제17대 총선 정당정책토론회 편성으로 인한 결방
- 4월 15일: 《선택 2004》 제17대 총선 개표방송으로 인한 결방
- 6월 24일: 특집 다큐멘터리 《살아오는 고구려》 편성으로 인한 결방
- 8월 5일: 대한민국 음악축제 록 페스티벌 편성으로 인한 결방
- 8월 19일~8월 26일: 2004 아테네 올림픽 중계 방송으로 인한 결방
- 9월 30일: 수목미니시리즈 《아일랜드》 2회 연속 편성으로 인한 결방
- 11월 25일: 창사특집다큐 《대립과 갈등을 넘어》 편성으로 인한 결방
- 12월 30일: 《2004 MBC 연기대상》 시상식 편성으로 인한 결방

2005년
- 2월 10일: 설날특선 대작영화 《실미도》 편성으로 인한 결방
- 3월 3일: 3.1절 특집다큐 《오키나와》 편성으로 인한 결방
- 5월 26일: 가정의 달 특집다큐 《사별》 편성으로 인한 결방
- 6월 23일: 한일 수교 40주년 특집 《화해의 조건 1부 - 소닌이 흘린 눈물》 편성으로 인한 결방
- 8월 4일: 특별기획 《2005 대한민국 음악축제 - 이미자 동감 2》 편성으로 인한 결방
- 9월 15일: 추석특집 《하늘의 선물》 편성으로 인한 결방
- 12월 29일: 2005 MBC 방송연예대상 시상식 편성으로 인한 결방

2006년
2007년
2008년
2009년
2020년
- 8월 6일~2020년 8월 20일: 코로나19 확산 방지로 인한 결방에 따라 방송 재정비로 인해 방송 일시 중단
- 9월 3일: MBC 다큐프라임 편성으로 인한 결방
- 9월 29일: 추석특집 볼빨간 라면연구소 편성으로 인한 결방
- 11월 5일: 글로벌 도네이션 쇼 W <국내편 스페셜> 편성으로 인해 목요일 밤 10시 40분에 미국 대선 특집으로 방송
- 11월 25일: 안싸우면 다행이야 1.2부 재방송으로 인한 결방

2021년
- 1월 4일: 월요일 밤 9시 20분에 2021년 신년특집으로 방송
- 2월 15일: 월요일 밤 10시 40분에 더불어민주당 서울시장 경선 후보자 토론회 특집으로 방송
- 3월 29일: 월요일 밤 10시 40분에 2021 서울시장, 당신의 선택은? - 4.7서울시장 후보자 토론회 특집으로 방송
- 4월 20일: 바꿔줘 홈즈 1.2부 스페셜 편성으로 인한 결방
- 7월 27일~8월 3일: 2020 도쿄 하계 올림픽 중계 방송으로 인한 결방
- 8월 24일: 2020 도쿄 하계 패럴림픽 중계 방송으로 인한 결방
- 8월 30일: 월요일 밤 10시 35분에 언론중재법 충돌과 여야 당대표 토론 특집으로 방송할 예정이었으나 이준석 국민의힘 대표의 불참 통보 편성으로 인한 결방
- 9월 16일: 목요일 밤 9시에 추석특집 여야 당대표 토론과 민심을 읽다로 방송
- 9월 23일: 추석 연휴로 인해 목요일 낮 12시 20분에 정의당 대선 경선 후보자 토론회 특집으로 방송
- 10월 15일: 금요일 밤 8시 10분에 국민의힘 대선 경선 후보자 토론회 특집으로 방송
- 11월 2일: 방과후 설렘 프리퀄 오은영의 등교전 망설임 재방송으로 인한 결방
- 12월 28일: 특집 러브 마피아 편성으로 인한 결방

2022년
- 2월 3일: 방송3사 합동 초청 2022 대선후보토론 편성으로 인한 결방
- 2월 12일: 2022 베이징 동계 올림픽 중계 방송으로 인한 결방에 따라 토요일 밤 8시 50분에 방송
- 6월 7일: MBC 다큐프라임 편성으로 인한 결방
- 9월 6일: 놀면 뭐하니? 스페셜 편성으로 인한 결방
- 11월 22일~12월 6일: 2022 카타르 월드컵 중계 방송으로 인한 결방

2023년
- 1월 24일: 설특선영화 《인생은 아름다워》 편성으로 인한 결방
- 4월 9일: 금토드라마 《조선변호사》 재방송으로 인한 결방에 따라 일요일 밤 9시 10분에 1000회 특집 1부 토론하면 좋은 친구로 방송
- 4월 11일: 화요일 밤 9시에 1000회 특집 2부 다큐멘터리 그래도, 토론으로 방송
- 6월 27일: 화요일 밤 11시 30분에 《안하던 짓을 하고 그래》 스페셜 편성으로 인한 결방
- 9월 26일 ~ 10월 3일: 2022 항저우 아시안 게임 중계 방송으로 인한 결방

2024년
- 4월 9일: 돌아온레전드수사반장1958(1부),청소광 브라이언 <2부 스페셜> 편성으로 인한 결방
- 7월 30일 ~ 8월 6일: 2024 파리 올림픽 중계 방송으로 인한 결방
- 9월 10일: 방송의 날 특집 다큐 언론자유의 불꽃, 동아투위 편성으로 인한 결방
- 9월 17일: TV최초 MBC 추석특선영화 싱글 인 서울 편성으로 인한 결방
- 11월 5일: 프로그램 정비 및 나 혼자 산다 스페셜 편성으로 인한 결방
- 12월 4일: 윤석열 대통령의 비상계엄 선포로 인해 9시 20분에 특집 편성으로 방송
- 12월 10일: 한강 작가의 2024년 노벨 문학상 시상식 중계(제목: 《제124회 노벨상 시상식 - 한국 문학, 세계와 만나다》) 편성으로 인해 10시 20분에 방송

## 타이틀 변천사
| 기수 | 타이틀            | 방송 기간                         |
| ---- | ----------------- | --------------------------------- |
| 1기  | 일요토론          | 1987년                            |
| 2기  | 박경재의 시사토론 | 1989년 4월 21일 ~ 1989년 12월 1일 |
| 3기  | MBC 시사토론      | 1989년 12월 8일 ~ 1994년 6월 3일  |
| 4기  | MBC 대토론회      | 1998년 5월 23일 ~ 1999년 6월 30일 |
| 5기  | MBC 100분 토론    | 1999년 10월 21일 ~ 현재           |

## 토론 경쟁 프로그램
- 생방송 심야토론 (KBS 1TV)